# Paul Massey (Tontechniker)
Paul Coleman Massey (* 10. Februar 1958 in London, Vereinigtes Königreich) ist ein englischer Tontechniker und Toningenieur.

## Leben
Seit 1982 hat er an mehr als 173 Filmen mitgewirkt. Elf Mal wurde Massey in der Kategorie „Bester Ton“ für den Oscar nominiert. Sein erster Film, in dem er zusammen mit Jim Frank und Bob Predovitch für die Tonmischung zuständig war, war die japanische Anime-Produktion der Verfilmung Der Zauberer von Oz (OT: Ozu no mahôtsukai) von 1982, der in der englischen Version von Lorne Greene gesprochen wurde. Als seine bisher letzte Arbeit listet IMDb The Amazing Spider-Man 2: Rise of Electro (2014), wo er, ebenso wie schon 2012 in The Amazing Spider-Man, für die abschließende Tonmischung zuständig war.

## Filmografie
- 1994: Legenden der Leidenschaft (zusammen mit David E. Campbell, Chris David und Douglas Ganton)
- 1997: Air Force One (zusammen mit Rick Kline, Doug Hemphill und Keith A. Wester)
- 2003: Master & Commander – Bis ans Ende der Welt (zusammen mit Doug Hemphill  und Arthur Rochester)
- 2005: Walk the Line (zusammen mit Doug Hemphill  und Peter F. Kurland)
- 2006: Pirates of the Caribbean – Fluch der Karibik 2 (zusammen mit Christopher Boyes und Lee Orloff)
- 2007: Todeszug nach Yuma (zusammen mit David Giammarco und Jim Stuebe)
- 2015: Der Marsianer – Rettet Mark Watney (zusammen mit Mark Taylor und Mac Ruth)
- 2018: Bohemian Rhapsody (zusammen mit John Casali und Tim Cavagin)
- 2019: Le Mans 66 – Gegen jede Chance (zusammen mit David Giammarco und Steven A. Morrow)
- 2021: James Bond 007: Keine Zeit zu sterben (zusammen mit James Harrison, Simon Hayes, Oliver Tarney und Mark Taylor)
- 2024: Like A Complete Unknown (zusammen mit Tod A. Maitland, Donald Sylvester, Ted Caplan und David Giammarco)
  - (alle Oscar-nominiert; für Bohemian Rhapsody konnte er sogar diesen Preis entgegennehmen)